# Josh Acheampong
Josh Kofi Acheampong (* 5. Mai 2006 in London) ist ein englischer Fußballspieler, der beim FC Chelsea unter Vertrag steht. Der Abwehrspieler spielt hauptsächlich als rechter Außenverteidiger, kann jedoch auch in der Innenverteidigung eingesetzt werden. 

## Karriere

### Im Verein
Der in London geborene Acheampong kam zunächst als U8-Spieler zur Chelsea-Akademie. Am 3. Januar 2024 unterzeichnete Acheampong seinen ersten Profivertrag bei Chelsea. Am 2. Mai 2024, drei Tage vor seinem 18. Geburtstag, gab Acheampong sein Profidebüt, als er in der 85. Minute beim 2:0-Sieg von Chelsea im Stamford Bridge gegen den Londoner Stadtrivalen Tottenham Hotspur in der Premier League eingewechselt wurde. Im Dezember 2024 unterzeichnete er einen neuen Vertrag bei Chelsea, welcher bis Juni 2029 läuft.
Am 4. Januar 2025 gab Acheampong sein Startelfdebüt in der Premier League in einem Spiel gegen Crystal Palace. Das Spiel endete 1:1, wobei der Cheftrainer von Chelsea, Enzo Maresca, ihn als besten Spieler auf dem Platz lobte. In der Saison 2024/25 kam Acheampong zu insgesamt vier Einsätzen in der Liga. Häufiger zum Einsatz kam er in der UEFA Conference League, wo er in sieben Einsätzen zum Gewinn der Trophäe durch Chelsea beitrug.

### In der Nationalmannschaft
Acheampong wurde in England geboren und hat ghanaische Wurzeln, weshalb er neben England auch für Ghana spielberechtigt wäre. Er ist Jugendnationalspieler und spielte bisher für verschiedene englische Jugendauswahlen ab der U16. Er vertrat England bei der U-17-Europameisterschaft 2023 sowie der U-17-Weltmeisterschaft 2023, wo er zu mehreren Einsätzen kam.
Am 10. Oktober gab Acheampong sein Debüt in der U20 bei einem 2:1-Sieg gegen Italien in Frosinone.

## Erfolge
Verein
- FIFA-Klub-Weltmeisterschaft: 2025
- Conference-League-Sieger: 2025